# Herb powiatu koszalińskiego
Herb powiatu koszalińskiego – jeden z symboli powiatu koszalińskiego, ustanowiony 20 grudnia 2002.

## Wygląd i symbolika
Herb przedstawia na tarczy w polu srebrnym gryfa czerwonego zwróconego w prawo, trzymającego chorągiew błękitną, na której osiem gwiazd złotych sześcioramiennych, nad podwójną wstęgą błękitną.